# Завичье (Гомельская область)
Завичье (бел. Завічча) — деревня в Красновском сельсовете Светлогорского района Гомельской области Республики Беларусь. 
На западе граничит с лесом. Поблизости находится месторождение кирпичного сырья.

## География

### Расположение
В 43 км на северо-запад от Светлогорска, в 40 км от железнодорожной станции Светлогорск-на-Березине (на линии Жлобин — Калинковичи), 146 км от Гомеля.

### Гидрография
На юге и востоке мелиоративные каналы.

## Транспортная сеть
Транспортные связи по просёлочной, а затем автодороге Бобруйск — Речица. Планировка состоит из 2 коротких параллельных улиц, ориентированных с юго-востока на северо-запад. Застройка двусторонняя, редкая, деревянная, усадебного типа.

## История
Согласно письменным источникам известна с XIX века как селение в Паричской волости Бобруйского уезда Минской губернии.
В 1930 году жители вступили в колхоз.
В 1936 году к деревне присоединены посёлки Ключи 1-й и Ключи 2-й, в 1937 году — посёлки Коробище и Мядвежонок, в 1950 году — деревня Смоляница.

## Население

### Численность
- 2021 год — 5 жителей

### Динамика
- 1897 год — 36 дворов, 191 житель (согласно переписи)
- 1917 год — 200 жителей
- 1959 год — 206 жителей (согласно переписи)
- 2004 год — 11 хозяйств, 16 жителей
- 2021 год — 5 жителей